# 박경순 (축구 선수)
박경순(한국 한자: 朴敬淳, 1988년 9월 30일 ~ )은 대한민국의 전 축구 선수이며, 포지션은 미드필더였다.